# Lotte Friis
Lotte Friis (n. 9 februarie 1988, Hørsholm, Frederiksborg Amt, Danemarca) este o înotătoare daneză, medaliată olimpică. A participat la 3 ediții ale Jocurilor Olimpice (2008, 2012, 2016) în care a câștigat o medalie de bronz.